# Norton (Kansas)
 For alternative betydninger, se Norton. (Se også artikler, som begynder med Norton)
Norton er en amerikansk by og administrativt centrum i det amerikanske county Norton County, i staten Kansas. I 2000 havde byen et indbyggertal på 3.012.

## Ekstern henvisning
- Nortons hjemmeside (engelsk)

39°50′00″N 99°53′27″V / 39.8333°N 99.8908°V